# マイクロソフト認定デスクトップサポートテクニシャン
マイクロソフト認定デスクトップサポートテクニシャン（マイクロソフトにんていデスクトップサポートテクニシャン、Microsoft Certified Desktop Support Technician、MCDST）は、マイクロソフトによるWindowsベースのシステムに対して、高度なトラブルシュート能力を持つ技術者であることを証明するマイクロソフト認定プロフェッショナルの上位資格である。

## 認定に必要な試験
2010年5月時点ではMCDSTに認定されるためには、次の二つの試験に合格する必要がある。

70-271: Supporting Users and Troubleshooting a Microsoft Windows XP Operating System

70-272: Supporting Users and Troubleshooting Desktop Applications on a Microsoft Windows XP Operating System

## アップグレードパス
2010年5月現在、MCDST取得者に対しては、マイクロソフト認定ITプロフェッショナル：エンタープライズ サポート テクニシャンなどへのアップグレードパスとして、下記の試験が提供されている。
70-621: Pro: Upgrading your MCDST Certification to MCITP Enterprise Support

70-682: PRO: Upgrading to Windows 7 MCITP Enterprise Desktop Support Technician

## 試験について
各試験は他のMCP試験と同じく、コンピューターを用いた試験で、現在はアール・プロメトリック一社のみが提供している。

## Welcome Kitについて
2009年6月30日を以て、従来認定者に無償で提供されてきた「認定証」「ウォレットカード」などのMCP Welcome Kitが無償では提供されなくなり、米国MCPメンバーズサイトなどからデジタルサービスとしてダウンロードできるようになった。